# Drag queen

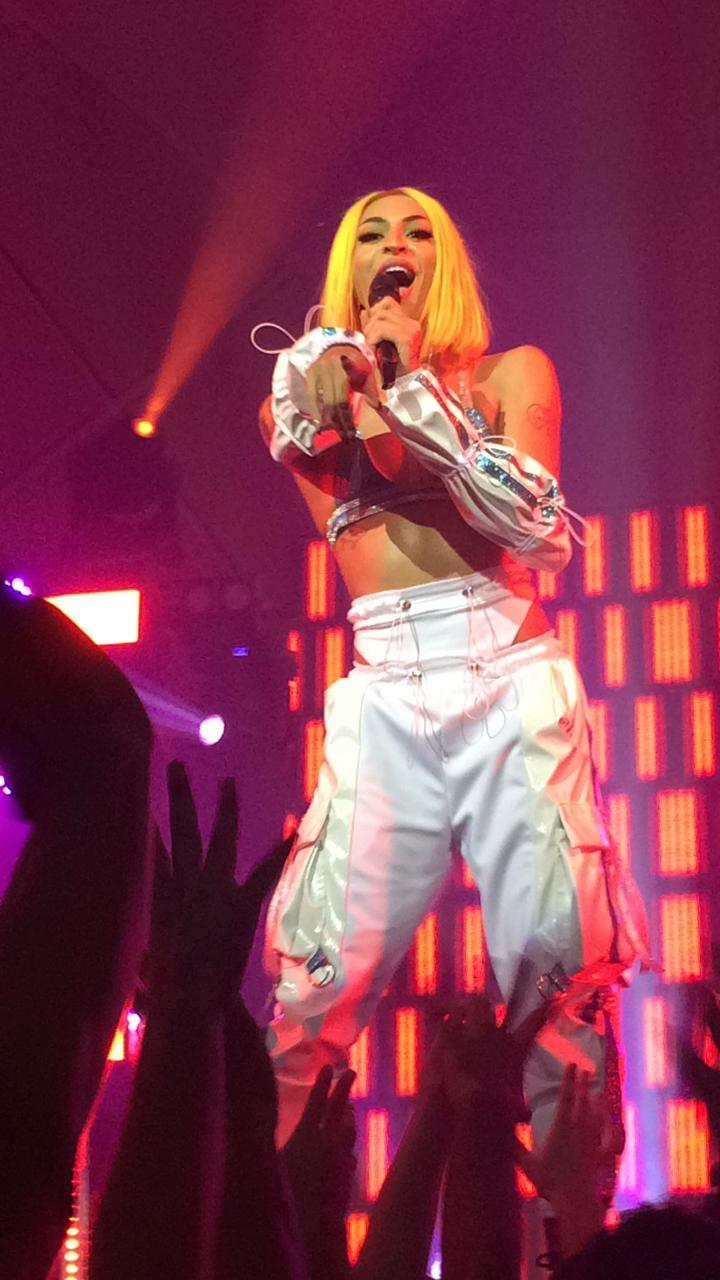
Pabllo Vittar este cea mai populară drag queen din lume, depășind 10 milioane de urmăritori pe Instagram

Drag queen, conform originalului identic din limba engleză, drag queen, este un termen desemnând, de obicei, un bărbat, care se îmbracă (conform verbului to drag, deci he drags) în haine feminine, respectiv utilizează machiaj specific pentru a interpreta un rol feminin în travesti într-un spectacol, eveniment monden sau ca gazdă al unei anumite emisiuni.  Scopul artistic al unei drag queen este în contrast cu cei care se îmbracă în haine feminine sau au o înfățișare feminină în afara lumii spectacolelor și care o fac din cu totul alte motive.
Există și un sub-grup bine definit al celui de drag queen; așa numitele faux queens sau bio queens, care sunt persoane care sunt biologic femei și care interpretează roluri de drag queens.

## Terminologie

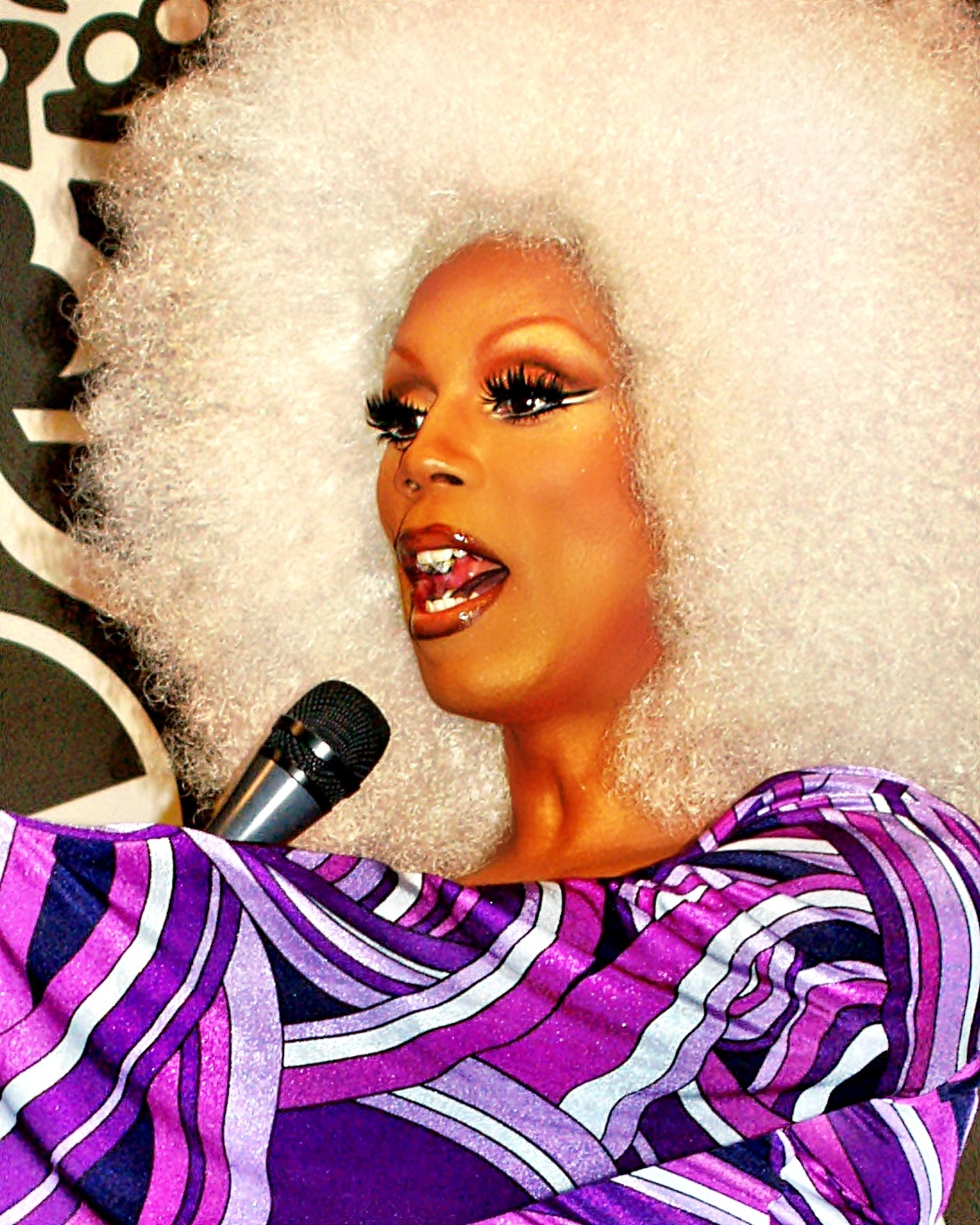
RuPaul este o drag queen americană celebră, cunoscută pentru reality show-ul "RuPaul's Drag Race" și spin-off-urile acestuia.

Termenul drag queen provine din Polari, un subset al argoului limbii engleze care a fost popular in câteva comunități gay în prima parte a secolului XX. Drag însemna "haine", și originează de pe timpul lui Shakespeare, când doar bărbații jucau teatru în direct. Ei jucau și părțile feminine pe lângă cele masculine, iar 'DRAG' era o prescurtare de la "dressed as girl" (îmbrăcat ca o fată) .  Queen înseamnă regină și se referă la rolul jucat de multe personaje